# Elkridge
Elkridge és una concentració de població designada pel cens dels Estats Units a l'estat de Maryland. Segons el cens del 2000 tenia 22.042 habitants.

## Demografia
Segons el cens del 2000, Elkridge tenia 22.042 habitants, 8.324 habitatges, i 5.793 famílies. La densitat de població era de 1.081,4 habitants/km².
Dels 8.324 habitatges en un 42% hi vivien nens de menys de 18 anys, en un 55,6% hi vivien parelles casades, en un 10,5% dones solteres, i en un 30,4% no eren unitats familiars. En el 22,5% dels habitatges hi vivien persones soles el 4,1% de les quals corresponia a persones de 65 anys o més que vivien soles. El nombre mitjà de persones vivint en cada habitatge era de 2,64 i el nombre mitjà de persones que vivien en cada família era de 3,16.
Per edats la població es repartia de la següent manera: un 29,2% tenia menys de 18 anys, un 6% entre 18 i 24, un 44,4% entre 25 i 44, un 15,3% de 45 a 60 i un 5,2% 65 anys o més.
L'edat mediana era de 32 anys. Per cada 100 dones de 18 o més anys hi havia 91,9 homes.
La renda mediana per habitatge era de 65.835 $ i la renda mediana per família de 71.923 $. Els homes tenien una renda mediana de 47.329 $ mentre que les dones 35.802 $. La renda per capita de la població era de 27.629 $. Entorn del 2% de les famílies i el 2,7% de la població estaven per davall del llindar de pobresa.

## Poblacions més properes
El següent diagrama mostra les poblacions més properes.